# Tomentella pilatii
Tomentella pilatii är en svampart som beskrevs av Litsch. 1933. Tomentella pilatii ingår i släktet Tomentella och familjen Thelephoraceae.   Inga underarter finns listade i Catalogue of Life.